# Don Giovanni (Karajan 1985)
Don Giovanni ist eine DDD-Gesamtaufnahme der Oper Don Giovanni von Wolfgang Amadeus Mozart in italienischer Sprache. Sie entstand im Januar 1985 bei  der Deutschen Grammophon unter der musikalischen Leitung Herbert von Karajans in der Berliner Philharmonie mit Samuel Ramey als Don Giovanni, Anna Tomowa-Sintow als Donna Anna, Agnes Baltsa als Donna Elvira, Kathleen Battle als Zerlina, Gösta Winbergh als Don Ottavio, Ferruccio Furlanetto als Leporello, Alexander Malta als Masetto und Paata Burchuladze als Der Komtur zusammen mit den Berliner Philharmonikern und dem Chor der Deutschen Oper Berlin. 1986 erschien sie auch als CD.

## Rezeption
Die Aufnahme fand eine sehr unterschiedliche Resonanz: Sie wurde von manchen Kritikern als eine der bedeutendsten Opernaufnahmen der 1980er Jahre angesehen, was daran gelegen haben mag, dass diese Aufnahme in der Frühzeit der CD eine der wenigen erhältlichen rauschfreien Gesamtaufnahmen war. Karajans Dirigat und die Leistungen einiger Solisten wurden von Heinz Josef Herbort und anderen stark kritisiert: Die Elvira sei eine Fehlbesetzung. Dem eleganten Don Giovanni fehle die Leidenschaft. Die Umsetzung sei zu glatt, zu erhaben und zähflüssig. Der lyrische Sopran von Kathleen Battle in der Rolle der Zerline wird gelobt.